# Vardaroniscus tetraceratus
Vardaroniscus tetraceratus är en kräftdjursart som beskrevs av Buturovic 1955D. Vardaroniscus tetraceratus ingår i släktet Vardaroniscus och familjen Trichoniscidae. Inga underarter finns listade i Catalogue of Life.